# Дом Урюпина
Дом Урюпина (укр. Будинок Урюпіна) — одноэтажное здание в городе Харькове. Является самым старым сохранившимся в городе жилым зданием. Памятник архитектуры и градостроительства местного значения.
Дом расположен на улице Рымарская, 4.

## История
Дом построен в конце XVIII века. С 1799 года по 1805 года владельцем здания являлся городской голова Харькова Егор Урюпин. Однако, по другим данным, здание не принадлежало харьковскому городскому голове. Во второй половине XIX века в доме проживал статский советник Кульчицкий. С 1902 года, после смерти супруга, зданием владеет Е. В. Кульчицкая. В 1913 году здание приобрёл коллежский секретарь М. Н. Починков, а в 1916 году — кандидат прав Матеуш Маркович Морухович. 15 февраля 1918 года домом начало владеть Первое российское страховое общество.
В 1998 году здание было передано Харьковской производственной мастерской. В начале 2000-х годов нижняя часть здания была покрыта керамической плиткой, были расширены окна, а также дом покрылся значительным количеством наружной рекламы.
20 августа 2004 года во время празднования 350-летия Харькова на фасаде дома была установлена мемориальная табличка в честь Егора Урюпина. Скульптор таблички — В. С. Кочмар.
31 мая 2018 года харьковский городской совет принял решение установить на фасаде здания памятную мемориальную доску в честь украинского философа Григория Сковороды.